# Ingvar Bratt
Ingvar Bratt, född 24 mars 1942, är en svensk civilingenjör. Han var anställd vid Bofors i Karlskoga och var källa då det den 28 maj 1985 offentliggjordes att vissa vapenleveranser inte nått den avsedda slutdestinationen.

## Biografi
Bratt, som är son till kyrkoherde Karl Elis Bratt, började arbeta vid Bofors 1969. Han var engagerad i Miljöpartiet och blev gradvis alltmer mer kritisk till svensk vapenexport. Han kontaktades av journalisten Cecilia Zadig, som undersökte om Bofors sålt vapen till Dubai och Bahrain – länder som enligt dåvarande svensk lagstiftning inte var godkända för export. Bofors hade erhållit regeringens tillstånd att sälja Robot 70 till Singapore, men Bratt fann material som dokumenterade att leveranserna istället gått till Dubai och Bahrain. 
Bratt sade själv upp sig från Bofors och den efterföljande debatten ledde till en ny svensk lag om företagshemligheter, lex Bratt (lagen om skydd för företagshemligheter (SFS 1990:409)), som bland annat innebär att anställda får röja företagshemligheter som avslöjar brottslighet på ett företag. 
Bratt arbetade senare som tekniklärare på gymnasienivå i Karlskoga.
År 1988 flyttade han med sin fru till Nora. Han arbetade fram till sin pensionering huvudsakligen inom KomVux i Lindesberg.

## Priser och utmärkelser
- 1986 – Eldh-Ekblads fredspris[2]
- 1986 – Miljöpartiets fredspris[4]
- 1988 – Dagens Nyheters och Politikens frihetspris[5] med motiveringen "Ingvar Bratts mod och uthållighet har varit av grundläggande betydelse för att skapa klarhet om brotten mot den svenska lagen om vapenexport. Med sitt exempel har han visat att rätten att yttra sig har som sin förutsättning modet att tala."